# Nicolás Rodríguez Peña

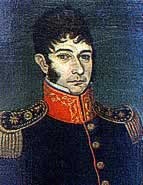
Nicolás Rodríguez Peña

Nicolás Rodríguez Peña (* 30. April 1775 in Buenos Aires; † 3. Dezember 1853 in Santiago) war ein argentinischer Politiker.

## Karriere
Nicolás Rodríguez Peña erhielt seine Ausbildung am Colegio Real von San Carlos. 1795 begann er seine Militärlaufbahn als Kadett im Regiemento Fijo de Caballeria in Buenos Aires. Da er keinen Wunsch an einer Fortsetzung seiner Militärkarriere verspürte, widmete er sich nach seinem Ausscheiden aus der Armee dem Handel und war fortan als Geschäftsmann tätig. Er betrieb u. a. eine Seifenfabrik in Buenos Aires.
Er war im Jahr 1810 einer der Führer der sog. Mai-Revolution. Peña war kurzzeitig Gouverneur von La Paz. Im Februar 1811 kehrte er nach Buenos Aires zurück und nahm den Platz von Mariano Moreno in der Ersten Junta ein. Bereits im April 1811 wurde er jedoch durch eine Revolution gestürzt, seines Amtes enthoben und ins Exil verbannt. Im Oktober 1812 wurde er durch die sogenannte Oktober-Revolution Mitglied des Zweiten Triumvirats.
Die verfassungsgebende Versammlung Argentiniens ernannte ihn nach der Oktoberrevolution zum Präsidenten des Staatsrats, dem consejo de Estado. 1814 wurde er der erste Gouverneur der östlichen Provinzen, der provincia oriental. Ab 1815 arbeitete er gemeinsam mit General San Martín am Aufbau eines Heeres in den Anden.
Seine letzten Lebensjahre verbrachte er im Exil in Chile. Er starb in Santiago de Chile im Dezember 1853.